# Tweede wereld (Thorgal)
De tweede wereld is een tussenwereld in de fictieve kosmologie in de wereld van stripserie Thorgal. Deze wereld is zonder magie voor de mens onbereikbaar. Op die plek hebben de goden hun laatste grote strijd op aarde verloren, waarna zij zich terugtrokken naar Asgaard. Om te verhinderen dat mensen daarna toe komen, hebben zij onoverwinnelijke hindernissen opgeworpen. Alleen met behulp van een sleutel kan de poort naar de tweede wereld worden geopend. Deze sleutel wordt bewaakt door een mythisch wezen, de sleutelbewaarster. Op zijn reizen komt Thorgal een aantal keren in de tweede wereld terecht. De eerste keer dat dit gebeurt, is in het derde deel van de serie Drie grijsaards in het land van Aran. 
Ook Jolan, de zoon van Thorgal raakt in de tussenwereld verzeild (in het 29e deel Het offer van de serie). Vanuit die wereld lukt het hem om Asgard, waar de goden verblijven, binnen te komen. 